# 乳头灯芯草
乳头灯芯草（学名：Juncus papillosus）为灯心草科灯心草属的植物。分布在朝鲜、日本以及中国大陆的河南、内蒙古、东北、河北、山东等地，生长于海拔1,200米至1,500米的地区，多生在湿草甸，目前尚未由人工引种栽培。